# ويليام نولين
ويليام نولين (بالإنجليزية: William A. Nolen)‏‏(20 مارس 1928 - 20 ديسمبر 1986) جراح ومؤلف كان يقيم في ليتشفيلد مينيسوتا. وقد كتب عمود المشورة الطبية المشتركة التي ظهرت في مجلة ماكولز لسنوات عديدة، كما قد ألف العديد من الكتب. توفي في 20 ديسمبر 1986 في المركز الطبي بجامعة مينيسوتا المختص بأمراض القلب.

## الحياة المهنية
كتابه الأكثر شهرة هو «الجراح» الذي لا يزال ذو شعبية كبيرة حتى الآن والذي تحدث فيه عن تجربته كجراح متدرب ومقيم في مستشفى بيلفيو في مدينة نيويورك. ولقد وجده الكثير من الطلاب الذين يفكرون في كلية الطب أنه يساعدهم في توجيه قراراتهم.
أجرى نولن بحثًا في زمالة كاثرين كولمان عام 1967 في فيلادلفيا مع 23 شخصًا زعموا أنهم قد شُفوا خلال خدماتها. ولقد أفضت متابعة نولن طويلة الأجل إلى عدم وجود علاج في هذه الحالات.علاوة على ذلك «امرأة قيل أنها شُفيت من سرطان العمود الفقري بعد أن رممت دعامة الكتف وركضت على خشبة المسرح بقيادة كولمان؛ فانهار العمود الفقري لها في اليوم التالي، وفقًا لما اقره نولن، وتوفيت بعد أربعة أشهر.»
ولقد عُرف نولن بكتابه «الشفاء: طبيب يبحث عن معجزة» (1974)، وقد قضى عامين يفحص الذين خضعوا للشفاء الايمانى إلى أن توصل إلى أنه لم يتم شفاء أي مريض مصاب بمرض عضوي. لذا قام بالتحقيق في الجراحة النفسية واكتشف أنها تستند إلى خفة اليد الخادعة.و قام بكشف العديد من حالات الاحتيال.

## كتب تم نشرها
- الجراح. مطبعة القائمة الوسطى (1970، 1990) ISBN 0-922811-46-6
- عالم الجراحين، نيويورك، راندوم هاوس (1972) ISBN 0394467450
- شفاء: طبيب يبحث عن معجزة. نيويورك، راندوم هاوس (1974) ISBN 0-394-49095-9
- جراح تحت السكين. كتاب عالم الترقيات (1976) ISBN 0-698-10743-8